# Watololong
Watololong is een bestuurslaag in het regentschap Flores Timur van de provincie Oost-Nusa Tenggara, Indonesië. Watololong telt 438 inwoners (volkstelling 2010).